# William Thayer Tutt
William Thayer Tutt (Coronado, 2 marzo 1912 – El Paso, 24 febbraio 1989) è stato un dirigente sportivo e imprenditore statunitense.

## Biografia
Nato in California, ma cresciuto a Colorado Springs, Thayer Tutt era proprietario con il fratello dell'hotel di lusso The Broadmoor. La sua idea era quella di aumentare la fama del Broadmoor legandone il nome ad eventi sportivi. Fece costruire la Broadmoor World Arena, per poter ospitare eventi sportivi. Quando la NCAA decise di far disputare un torneo finale per i suoi campionati di hockey su ghiaccio maschile, Thayer Tutt mise a disposizione la nuova struttura, che ospiterà l'evento per i primi dieci anni (1948-1957).
Fu poi coinvolto nell'organizzazione di eventi che riguardavano la nazionale statunitense, a partire dalla prima trasferta in terra americana della nazionale sovietica nel 1959. Fece parte del comitato organizzatore del campionato mondiale di hockey su ghiaccio 1962, giocato in Colorado, tra Colorado Springs e Denver.
Tra il 1966 ed il 1969 fu presidente della International Ice Hockey Federation, nella quale ricoprì diversi ruoli fra il 1959 ed il 1973.
Thayer Tutt ebbe poi un ruolo fondamentale nella scelta del Comitato Olimpico degli Stati Uniti di stabilire la propria sede a Colorado Springs. Tra il 1972 ed il 1986 fu presidente della Amateur Hockey Association of the United States.
Non si occupò solo di hockey su ghiaccio, ma anche di pattinaggio artistico su ghiaccio: su sua iniziativa Colorado Springs ospitò diverse edizioni dei Campionati mondiali di pattinaggio di figura.

## Riconoscimenti
È membro della United States Hockey Hall of Fame (1973) e della Hockey Hall of Fame (1978), oltre ad aver vinto il Lester Patrick Trophy (1978). Il Thayer Tutt Trophy venne così chiamato in suo onore dalla IIHF, che lo inserì nella propria Hall of Fame nel 2002.
Nel 1987 fu insignito dell'Ordine olimpico, e quattro anni più tardi lui e la seconda moglie, l'ex pattinatrice Yvonne Sherman, vennero inseriti nella United States Figure Skating Hall of Fame. Nel 1995 fu inserito anche nella World Figure Skating Hall of Fame.